# L'iguana dalla lingua di fuoco
L'iguana dalla lingua di fuoco è un film del 1971, diretto da Willy Pareto (Riccardo Freda).

## Trama
A Dublino, un maniaco omicida uccide alcune donne con un rasoio, sfregiandone il volto con del vetriolo. Tutte le vittime risultano essere in rapporto di intimità con un ambasciatore. Per poter investigare con maggiore discrezione sul diplomatico, la polizia richiama in servizio l'ex ispettore John Norton, in passato allontanato dalle forze dell'ordine per la propria brutalità. Questi, vedovo e padre di una ragazza poco più che maggiorenne, per poter avvicinare la famiglia dell'ambasciatore, comincia a frequentarne la figlia, intrecciando con lei una relazione. A seguito di una serrata indagine, il protagonista scoprirà l'identità dell'assassino.